# Sección Femenina
Die Sección Femenina (SF, dt. Weibliche Sektion) war eine Frauenorganisation innerhalb der faschistischen spanischen Partei Falange und später die offizielle Frauenvertretung der „Nationalen Bewegung“ (span. Movimiento Nacional) während der Diktatur Francisco Francos. Die SF hatte bis zu 680.000 Mitglieder.

## Geschichte

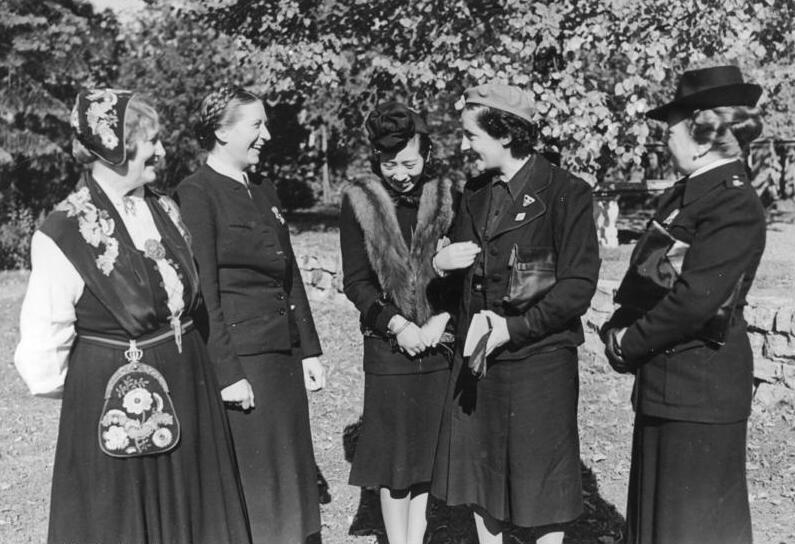
Pilar Primo de Rivera (Zweite von rechts), 1941

1934 gründete Pilar Primo de Rivera, die Schwester von José Antonio Primo de Rivera und Tochter des ehemaligen Diktators Miguel Primo de Rivera, die Sección Femenina innerhalb der Falange. In den Anfangsjahren in der Zweiten Republik kümmerte sich die SF in erster Linie um Parteimitglieder in Gefängnissen und deren Familien, während des Bürgerkriegs vor allem um die hinterbliebenen Familien der faschistischen Soldaten. Meist waren sie für organisatorische und unterstützende Dienste zuständig, etwa die Ausgabe von Nahrung und Lebensmittelkarten. Im Gegensatz zu manchen Mitgliedern der Mujeres Libres, der größten Frauenorganisation der gegnerischen Seite, nahmen sie jedoch nicht direkt an Kämpfen teil.
Das im Oktober 1936 von dem SF-Mitglied Mercedes Sanz-Bachiller gegründete Winterhilfswerk erwies sich als sehr erfolgreich und es entstanden Spannungen zwischen Sanz-Bachiller und Primo de Rivera, die um ihre Autorität fürchtete. Das Winterhilfswerk wurde jedoch 1937 von der SF getrennt und in Sozialhilfe (span. Auxilio Social) umbenannt. Auf Sanz-Bachillers Anregung hin wurde außerdem im selben Jahr ein verpflichtender Sozialdienst für Frauen eingeführt.
Die SF wurde 1939 zur einzig legitimen Vertretung der Frauen in Spanien erhoben und kümmerte sich bis zu ihrer Auflösung 1977 insbesondere um die Erziehung der Kinder gemäß den Vorstellungen der Partei.

## Ideologie
Manche Frauen, die in der SF organisiert waren, sahen sich nicht notwendigerweise als Faschistinnen, sondern begeisterten sich vor allem für die Religiosität und die sozialpolitischen Forderungen der Falange und später des Movimiento Nacional. Die politische Ausrichtung der Organisation glich allerdings weitestgehend jener der Partei und kann grob als christlicher Nationalsyndikalismus bezeichnet werden, dieser verlor jedoch nach dem Krieg zunehmend an Bedeutung. Der Feminismus, wie ihn etwa die Mujeres Libres vertraten, wurde gemäß der Parteilinie abgelehnt, stattdessen wurde das traditionelle Familienbild hochgehalten und eine Gleichstellung der Frau gegenüber dem Mann abgelehnt.

„Die wahre Pflicht der Frauen gegenüber dem Vaterland ist es, Familien zu gründen, in denen sie alles hegen, was traditionell ist. Was wir nie tun werden, ist uns in einen Wettstreit mit den Männern zu begeben, denn wir werden niemals Gleichheit mit ihnen erlangen und stattdessen all die Eleganz und Grazie verlieren, welche unverzichtbar für ein harmonisches Zusammenleben ist.“